# Trichogrammatoidea citri
Trichogrammatoidea citri är en stekelart som först beskrevs av Jean Risbec 1955.  Trichogrammatoidea citri ingår i släktet Trichogrammatoidea och familjen hårstrimsteklar. Inga underarter finns listade i Catalogue of Life.